# Miklós Radnóti
Miklós Radnóti, rodným jménem Miklós Glatter (5. května 1909, Budapešť — listopad 1944, poblíž Abdy) byl maďarský spisovatel a překladatel židovského původu.

## Život
Narodil se v židovské rodině, avšak k judaismu vztah neměl a národnostně se cítil výhradně jako Maďar. Při porodu zemřel jeho bratr-dvojče a krátce na to i jeho matka. Vyrůstal pak ve strýcově rodině. Na přání strýce šel studovat na textilní průmyslovku do Liberce, aby mohl pracovat v rodinné textilní firmě. Skutečně tam chvíli pracoval, ale nakonec si vymohl studium na univerzitě v Szegedu. Vystudoval zde filozofii, maďarštinu a francouzštinu, absolvoval roku 1934. Z francouzštiny pak hodně překládal, zejména Jean de La Fontaina a Guillauma Apollinaira.
Na studiích začal psát verše, ovlivněn avantgardou, mimo jiné i českou. První sbírka Pogány köszöntő mu vyšla roku 1930. Druhá sbírka, Újmódi pásztorok éneke, vzbudila velký rozruch, byla zakázána a Radnótimu hrozilo dokonce vězení. Po studiích si změnil jméno, zvolil ho podle slovenské obce Radnovce, kde se narodil jeho děd z otcovy strany.
V roce 1943 konvertoval ke katolicismu v naději, že ho to uchrání před protižidovskou perzekucí, ale marně. Z pracovních oddílů maďarské armády byl poslán do pracovního tábora v Boru na srbském území. Když se přiblížila vojska Spojenců, nařídilo vedení tábora pochod do Maďarska. Když vysílení vězni již nebyli schopni jít dál, byli zastřeleni maďarskými strážci, včetně Radnótiho. Po válce bylo jeho tělo exhumováno z masového hrobu a v kapse jeho kabátu byla nalezena jeho poslední báseň Razglednica, v níž předvídá svou smrt, byť předpokládá, že vrahem bude Němec, ačkoli musel tušit, že to bude Maďar.